# 서영 (삼국지)
서영(徐榮, ? ~ 192년)은 중국 후한 말의 무장으로, 유주 현도군 사람이다.

## 생애
동탁을 섬겨 중랑장(中郞將)이 되었으며, 공손도를 요동태수로 천거하여 공손탁이 세력을 구축하는 계기를 마련해 주었다.
초평 원년(190년) 반동탁연합군이 결성되어 거병하자, 서영은 동탁의 명령을 받아 이몽과 함께 예주로 출격하였다. 형양(滎陽)의 변수(汴水)에서 조조·포신의 군세와 조우하여, 이들을 물리치고 위자와 포도를 죽였다. 하지만 연합군의 본영이 있는 산조(酸棗)를 공격하기 어렵다고 판단한 서영은 군세를 거두었다.
이듬해 양현(梁縣)에서 반동탁연합 측의 손견군과 조우하여 이들을 물리쳤으며, 영천태수 이민(李旻)을 생포하여 팽살(烹殺 : 삶아 죽임)하였다.
초평 3년(192년), 동탁이 왕윤에게 주살당하자 서영은 왕윤을 섬겼다. 그 후, 장안을 침공한 이각·곽사를 호진·양정과 함께 신풍(新豊)에서 맞받아쳤다. 그러나 동탁의 잔당 등과 같은 양주 출신인 호진, 양정이 이각, 곽사 편으로 돌아서면서 중과부적으로 전사하였다.

## 《삼국지연의》 속 서영
형양태수를 맡고 있는 것으로 설정되어 있으나, 이러한 직책을 맡았다는 기록이 사서에는 없을뿐더러 실제로 존재하지 않는 관직이다.
동탁이 도읍을 장안으로 옮길 때 추격해 온 조조군을 격퇴하나, 조조의 부장 하후돈의 창에 찔려 죽었다.

## 같이 보기
- 삼국지 인물 목록